# 쩐칵쭝
진극종(베트남어 : Trần Khắc Chung)／陳克終，？－1330年）. 본명은 두극종(杜克終). 베트남의 관료. 몽골(원), 참파와의 외교에 참여했으며, 정쟁을 통해 쩐 헌종을 옹립시켰다.

## 생애
몽골과의 전쟁 시기에 원나라 장군 우마르(烏馬兒)과의 협상을 담당했다. 동생 도 티엔후는 1277년 원나라에 출사하였다. 이후, 인종·영종·명종과 헌종을 섬겼고 대행견(大行遣) 특진(特進) 상서(尚書) 등의 관직에 임명되었다.
1305년, 쩐 영종이 참파왕 쟈야 심하바르만 3세에게 누이 현진공주를 시집보내어 화친을 하고자 했을 때, 군신이 모두 반대했지만, 오직 진극종과 문숙왕(文肅王) 진도재(陳道載)만이 찬성했다. 문제는 1306년, 참파왕 쟈야 심하바르만 3세가 갑작스럽게 서거하면서 발생했다. 당시 참파는 왕이 죽으면 왕후도 함께 순장했기 때문에 현진공주도 죽을 위기에 처했다. 진극종은 기민책을 써서 현진공주와 세자를 구출했다. 이 일로 참파는 쩐 왕조와 적대관계가 되었다. 진극종은 귀국하는 도중 현진공주와 간통을 했다고 한다.
쩐 명종은 차남인 진왕(陳旺)을 태자로 세우고 싶었지만, 숙부인 혜무대왕 진국진(陳國瑱)의 반대에 부딪힌다. 진국진은 진왕이 서자 출신이므로 태자로 세울 수 없다고 반대했다. 진극종은 진왕과 친했기 때문에 그를 지지했다. 이로 인해 진극종파와 진국진파로 나뉘어 정쟁이 일어났다. 최종적으로 진극종이 승리하여 진왕이 헌종(憲宗)으로 왕위를 계승했고 진국진은 유폐되었다.